# Коновалов, Тихон Трофимович
Тихон Трофимович Коновалов — советский военный деятель, генерал-майор инженерно-технической службы (31.05.1954).

## Биография
Родился в 1904 году в деревне Леденевка. Член КПСС с 1921 года.
С 1920 года — на военной службе. В 1920—1921 гг. — участник подавления Тамбовского восстания. Выпускник фортификационных курсов и Военно-инженерной академии. Последовательно служил на следующих должностях: начальник участка УНР № 88, УНР № 87, начальник инженерного отдела ЧФ, начальник берегового отдела Балтийского района, инженерного отдела Западного района ИУ ВМФ, начальник инженерного отдела БФ, участник Великой Отечественной войны, начальник инженерного отдела СФ, начальник Центрального военно-морского проекта ГИУ ВМС, начальник Главного военно-морского проектного управления, Проектно-технического управления Главного ВМИУ, главный инженер по проектно-техническим работам, заместитель начальника, главный инженер ГИУ ВМФ, начальник Центрального военпроекта Минобороны СССР.
За разработку и внедрение способа устройства оснований морских сооружений на подводных слабых илистых грунтах был в составе коллектива удостоен Сталинской премии 1951 года.
Умер в Москве в 1968 году. Похоронен на Ваганьковском кладбище (40 уч.).